# Шумарово (Брянская область)
Шу́марово — село в Мглинском районе Брянской области, центр Шумаровского сельского поселения.
Население — 625 (2013). В селе имеется отделение связи.

## География
Село расположено на левом берегу реки Воронусы в 7 км к северо-востоку от Мглина и в 100 км к западу от Брянска.

## История
Село впервые упоминается в 1627 году. Со 2-й половины XVII века по 1781 входило в Мглинскую сотню Стародубского полка; являлось преимущественно казацким поселением. С 1782 по 1922 — в Мглинском уезде (с 1861 — волостной центр); с 1922 в Почепском уезде (волостной центр), с 1927 в Мглинской волости Клинцовского уезда, с 1929 в Мглинском районе.
Описание села в 1781 году:
Положение имеет на ровном, низком месте, на правом береге речки Воронусы, на дороге проселочной. В сем селе: церковь деревянная 1, возный 1, поп 1, поповский сын 1. Казаков выборных 8 дворов, 14 хат; подпомощиков 23 дворов, 23 хат; казачьих подсоседков 5 хат; стрельцов 29 дворов, 29 хат; коронных посполитых 4 двора, 4 хаты; подсоседков возного Покуневича – 4 хаты, подсоседков мглинского войта Косича – 1 хата.

## Храм Святого Георгия
Георгиевский храм села Шумарова упоминается с 1659 года. Последнее здание храма было построено в 1889 году (деревянное, как и все предшествующие ему).
Священнослужители Храма Святого Георгия:
- 1746 — священник Федор Данилович, священник Максим Данилович
- 1746—1750 — священник Дмитрий Кириллович Богданович
- 1750 — священник Иван Максимович Богдановский
- 1756—1776 — священник Иван Демьянович Козминский (Кузминский)
- 1764—1776 — священник Филипп Онуфриевич Покуневич
- 1771—1787 — священник Исаак Федорович Богдановский
- 1771 — священник Иван Исаакович Богдановский
- 1776—1792 — священник Григорий Петрович Немцов

Храм действовал до 1935 года; в 1938 в нём было решено разместить сельский клуб. В годы Великой Отечественной войны здание храма полностью сгорело.

## Население
|               | 1859 | 1926 | 1979 | 1989 | 2002 | 2009 |
| ------------- | ---- | ---- | ---- | ---- | ---- | ---- |
| Число жителей | 920  | 1685 | 949  | 676  | 666  | 659  |

| 2010 | 2013 |
| ---- | ---- |
| 645  | ↘625 |